# Geiz ist geil
Geiz ist geil – slogan reklamowy niemieckiej sieci handlowej Saturn. Do użycia wszedł w roku 2003, jako stały element kampanii reklamowej odbywającej się w prasie, radiu i telewizji. Twórcą hasła jest Constantin Kaloff z hamburskiej agencji reklamowej Jung von Matt.
Hasło i kampania sieci Saturn zostały uznane przez przedstawicieli wielu środowisk za najbardziej charakterystyczny wyraz nowego trendu w reklamowaniu towarów przez wielkie niemieckie sieci handlowe, w którym nacisk kładzie się na wyjątkowo niską cenę produktów, redukuje się zaś znaczenie ich jakości.
Z czasem Saturn zmodyfikował swoją kampanię, kiedy przekonano się, że konsumenci są już zmęczeni nieustanną wojną cenową, która powoduje u nich wzrost nieufności. Jak skonstatował w dzienniku „Die Welt” hamburski socjolog Christian Duncker, „konsument kupuje telewizor i stwierdza, że ten sam sprzęt mógł 4 tygodnie później dostać za cenę niższą o 100 euro. To tworzy nieufność, a nie przywiązanie do marki”.